# Марія Кароліна Бурбон-Сицилійська
Марія Кароліна Неаполітанська (Бурбон-Сицилійська), герцогиня Беррійскіа (італ. Maria Carolina di Borbone-Due Sicilie, фр. Marie Caroline de Bourbon-Siciles, duchesse de Berry, 5 листопада 1798, Палермо — 17 квітня 1870) — дочка Франциска I, короля Обох Сицилій (єдина дитина від першого шлюбу з Марією Клементиною Австрійською); дружина французького принца Шарля-Фердинанда, герцога Беррійського.

## Біографія
Дитинство її пройшло серед бур наполеонівських воєн, тому вона не отримала хорошу освіту: по-італійськи вона говорила на сицилійському діалекті, а по-французьки так і не навчилася писати правильно до кінця свого життя. Після падіння Мюрата в 1815 році Бурбони повернулися на неаполітанський престол, а на наступний рік Людовик XVIII попросив руки Марії Кароліни для свого племінника, герцога Беррійського. Їхня перша зустріч відбулася в Фонтенбло 15 червня 1816 року, а через два дні в соборі Нотр-Дам де Парі відбулося весілля.
Герцог не зрадів весіллю і почав зраджувати дружині майже відразу після весілля. Проте, подружжя жило мирно і користувалося популярністю в суспільстві. Після того, як її чоловік був убитий в 1820 році, а свекор Карл X повалений Липневою революцією 1830 року, вона зробила кілька енергійних спроб повернути престол сину Генріху, який народився після смерті чоловіка.
Після смерті герцога Беррійського від його шлюбу з Марією-Кароліною залишилася лише одна дочка, Луїза Марія Терезія, «mademoiselle de France» (нар. в 1819 році; з 1845 року одружена з герцогом Карлом III Пармським). Тим радісніше була зустріта королівським домом звістка про народження у вдови герцогині Беррійской дитини чоловічої статі (вересень 1820 роки), який отримав ім'я Генріха і титул герцога Бордо (більш відомий під ім'ям графа Шамбора). Коли Липнева революція 1830 року звела на французький престол герцога Орлеанського (Луї-Філіп I), той оголосив королівського онука бастардом (народженим не герцогинею і підмінений).
Герцогиня пішла за Карлом X в Шотландію, в Единбурзький палацу Холіруд. Але у Франції, особливо на півдні і в Вандеї, в інтересах її сина, як законного претендента на престол, агітувала сильна партія. Щоб зручніше підтримувати зв'язок з керівництвом цієї партії, герцогиня переселилася до Італії (1831). Тут незабаром навколо неї згуртувалися прихильники, які переконали її зробити спробу висадитися у Франції і підняти прапор свого сина, короля Генріха V.
У квітні 1832 року герцогиня дійсно висадилася поблизу Марселя. Повстання легітимістів в цьому місті, підняте 30 числа при вісті про прибуття герцогині з сином, було придушене. Сама герцогиня встигла втекти в Вандею і відкрито виступила як королева, видавала прокламації від імені сина, але незабаром була арештована в Нанті (8 листопада). Звідси її перепровадили в Бле, де утримували в ув'язненні, як державну злочинницю. Її арешт підняв бурю в країні.
У січні 1833 року виявилося, що герцогиня вагітна від свого чоловіка, італійського маркіза Луккезе Палли з роду князів Кампо-Франко, з яким обвінчалася таємно в Італії. Ця подія відразу позбавила герцогиню політичного значення: в очах легітимістів з вдовуючої французької принцеси вона ставала італійської маркізою і іноземною підданою, яка не мала прав стати регентом французької корони. Тому французький уряд зміг її звільнити після народження дочки (10 травня). Герцогиня спершу вирушила на Сицилію в Палермо.
Положення її в цей час виявилося непростим. Її шлюбу багато хто не вірив, найближчі родичі не бажали з нею бачитися. Незабаром з'ясувалося, що 14 грудня 1831 в Римі, патер Розавен освятив її шлюб з Луккезе, який в Нанті, коли вона там ховалася, неодноразово мав нагоду з нею бачитися. До другого чоловіка, молодшого на вісім років, Кароліна ставилася з великою ніжністю; він же вів себе, як морганічний чоловік і в листах називав її Madame або «королівською високістю».
Вони довго проживали у Венеції. Перша дочка померла в дитинстві, але потім у них народилося ще четверо дітей, син і три дочки. Прилаштування всіх дітей вимагало значних грошей, але коштів у колишньої герцогині Беррійской було мало. У 1864 році її звільнив від кредиторів син від першого шлюбу, граф Шамборн, призначивши матері велику довічну пенсію. Після смерті свого чоловіка герцогиня оселилася в замку Брунзі, неподалік від Граца (Австрія), де і померла від апоплексичного удару в квітні 1870 року.